# Geschiedenis van Portugal

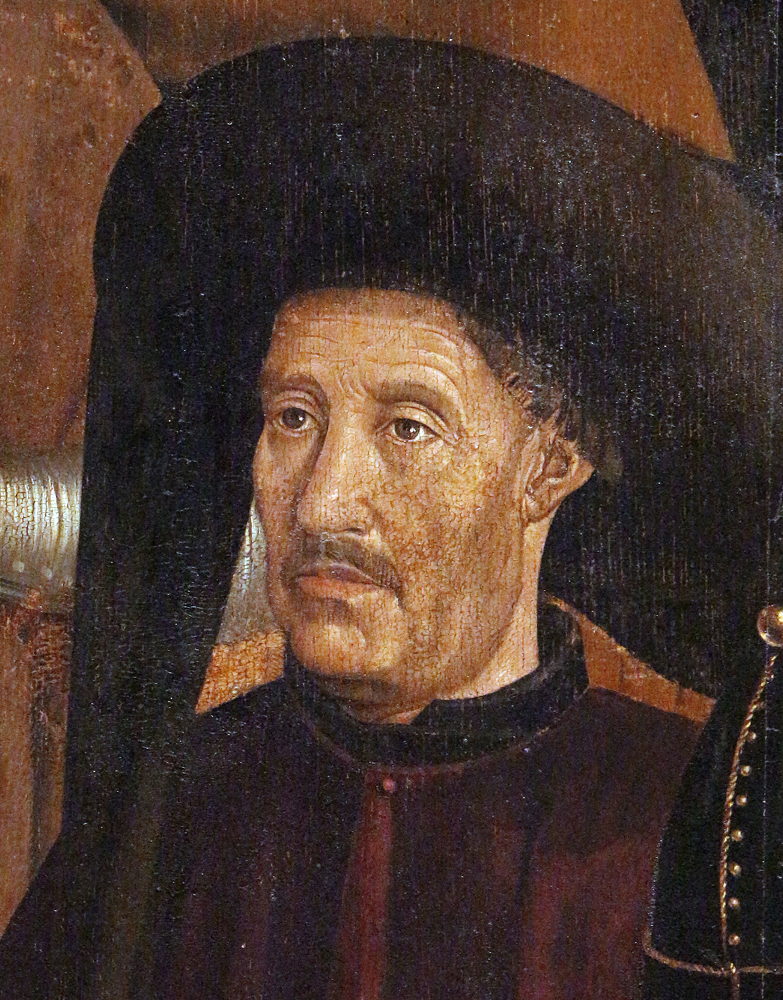
Hendrik de Zeevaarder

De geschiedenis van Portugal is de geschiedenis van een oud Europees land, waarvan de oorsprong teruggaat tot de vroege middeleeuwen. Portugal klom op tot een wereldmacht in de tijd van de ontdekkingsreizen met het grote Portugese Rijk. Na de 15e en 16e eeuw verloor het veel van zijn rijkdom en status. De vernietiging van Lissabon door de aardbeving van 1755, de bezetting door Napoleon en de onafhankelijkheid van Brazilië in 1822 speelden daarin een grote rol. De revolutie van 1910 schafte de monarchie af. De corruptie en de grote staatsschuld leidden tot een militaire coup die een eenpartijstaat (door sommigen dictatuur genoemd) installeerde die zou duren tot 1974. Toen werden na een linkse militaire coup democratische hervormingen doorgevoerd. Het jaar daarop werden de Afrikaanse koloniën onafhankelijk.

## Oude geschiedenis

### Prehistorie
In de vroegste periode leefden er neanderthalers en later de Homo sapiens in het gebied.
Vanaf 1.000 v.Chr. ontstonden aan de Atlantische kust Fenicische handelsnederzettingen.
In de 8e eeuw v.Chr. vielen Keltische stammen uit Centraal-Europa het noordelijk deel binnen en mengden zich onder de lokale Iberische bevolking. Hierdoor ontstonden de Keltiberiërs. In de 4e eeuw v.Chr. werden aan de kusten kleine semipermanente nederzettingen gesticht door de Grieken en de Carthagers.

### Romeinen
In 219 v.Chr. vielen de eerste Romeinse troepen het Iberisch Schiereiland binnen. Binnen 200 jaar was het hele schiereiland veroverd en werd het een deel van het Romeinse Rijk (Lusitania). De Carthagers (tegenstanders van Rome in de Punische oorlogen) werden uit hun koloniën verdreven.
Rome installeerde een koloniaal regime. In deze periode groeide de welvaart in Lusitania en veel dorpen werden gesticht. In 27 v.Chr. werd Lusitania een Romeinse provincie met Mérida als hoofdstad. Later ontstond uit het noordelijke deel van Lusitania de provincie Gallaecia met de hoofdstad Bracara (het huidige Braga).

## Middeleeuwen

### Germanen

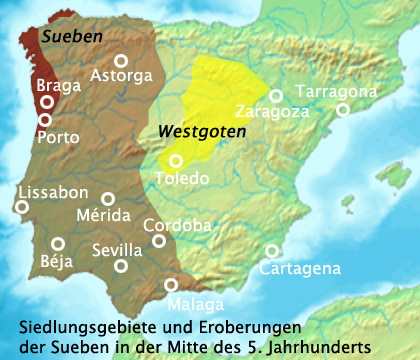
Uitbreiding van het rijk onder Rechiar

Na de Rijnoversteek in 405/406 konden barbaarse stammen het West-Romeinse Rijk binnen dringen. In 409 bereikten de Alanen het Iberische schiereiland en stichtten in Lusitania onder koning Attac een eigen rijk dat kortstondig standhield. Het Gotische leger van Wallia maakte in opdracht van de Romeinen in 418 een einde aan de aanwezigheid van de Alanen, waarna Lusitania terugkeerde onder Romeins gezag.
In de aangrenzende provincie Gallaecia hadden de Sueben een rijk gesticht dat wel bleef voortbestaan. Onder Rechiar veroverden zij in 439 heel Lusitania op de Romeinen. In 456 werden de Sueven teruggedrongen door een Visigotisch expeditieleger onder leiding van Theodorik II, dat in opdracht van de energieke Romeinse keizer Avitus de Romeinse heerschappij in Spanje moest doen terugkeren. Daarna is het snel gedaan met de Romeinen. In de periode tussen 465 en 470 nemen de Visigoten de  macht over. Het noordelijke deel van Lusitania behoort toe aan de Sueven en het zuidelijke deel aan de Visigoten. 
In 585 maken de Goten een einde aan het koninkrijk van de Sueven door de hoofdstad Bracara te veroveren. De Visigoten houden tot 711 stand, maar dan zetten de islamitische Berbers en Arabieren uit Noord-Afrika in Gibraltar voet aan de grond en brengen het Rijk der Visigoten ten val.

### Moorse overheersing en de Reconquista

Het Iberisch Schiereiland voor de Grote Berberopstand in oktober 741 onder Moorse heerschappij

Op 30 april 711 vielen de islamitische Moren (Berbers en Arabieren) onder leiding van de generaal Tariq ibn Ziyad het Iberisch Schiereiland binnen vanuit Marokko en kwam er een einde aan het christelijke Visigotische koninkrijk (ook wel Westgotische koninkrijk genoemd). Vele Gotische edelmannen vluchtten zowel naar Narbonne over de Pyreneeën als naar het noordelijke, niet veroverde en christelijke Asturische hoogland waar ze onderdak kregen. Van daar uit deden ze later herhaalde pogingen om hun land te heroveren. Ook vanuit het huidige Galicië en het aangrenzende León die na de Berberopstand van oktober 741 door de Berbers verlaten waren vielen ze de Moren aan. Stuk voor stuk veroverden ze grondgebied en zo ontstond naast León het koninkrijk Galicië en Portugal dat later zou splitsen. Uiteindelijk na meer dan 500 jaar van islamitische overheersing in Portugal kwam er in 1249 een einde aan en werden de Moren definitief verdreven uit de Algarve, het laatste islamitische bolwerk in Zuid-Portugal. Het zou nog honderden jaren duren voor de Moren definitief uit het Iberische schiereiland verdreven werden. Deze strijd is in de geschiedenis bekend als de Reconquista.

### Graafschap Portugal
In 868 veroverde graaf Vímara Peres het gebied tussen de Minho en de Douro. Dit land was toen bekend als Portucale.
Portugal krijgt zijn eerste de jure onafhankelijkheid - als Koninkrijk Galicië en Portugal - in 1065 onder het bewind van Garcia I. Door feodale machtsstrijd rebelleerden de Portugese en Galicische edelen. In 1072 werden León en Castilië herenigd onder Alfonso VI van Castilië, de broer van Garcia I.
In 1095 schonk koning Alfonso VI van Castilië - als dank voor zijn hulp in de strijd tegen de Moren - het graafschap Portucale aan zijn schoonzoon Hendrik van Bourgondië.
Deze voegde Portucale en Coimbra samen en verklaarde Portugal in 1109 onafhankelijk. Dit gebeurde in een periode waar ten gevolge van een burgeroorlog tussen León en Castilië de aandacht van laatstgenoemde voor het Portugese grondgebied quasi onbestaande was. Hendrik overleed echter zonder zijn doel echt te hebben verwezenlijkt.
Zijn zoon, Afonso Henriques volgde hem op. Braga, het onofficiële katholieke centrum van het Iberisch Schiereiland kreeg concurrentie van andere regio's. De heren van de steden Coimbra en Porto (toen Portucale) eisten met de geestelijkheid van Braga de onafhankelijkheid van het nieuwe land. De Portugezen beschouwen de Slag van São Mamede op 24 juni 1128 als het begin van hun onafhankelijkheid. Afonso riep zichzelf uit tot Prins van Portugal en in 1139 tot Koning van Portugal.

### Koninkrijk Portugal
In 1143 werd Portugal officieel erkend op de conferentie van Zamora, met de prins als Dux Portucalensis. In 1179 werd Afonso I door paus Alexander III tot koning uitgeroepen. Na de Slag van São Mamede werd Guimarães de eerste hoofdstad. Later regeerde de koning vanuit Coimbra.
In 1249 en 1250 werd de Algarve heroverd op de Moren en in 1255 werd Lissabon de hoofdstad.
Portugal is altijd op zee gericht geweest. De landsgrenzen waren stabiel; de enige grens met het vasteland, namelijk deze met Spanje, is sinds de 13e eeuw vrijwel onveranderd gebleven. Het Verdrag van Windsor, een alliantie tussen Engeland en Portugal uit 1386, is nog steeds van kracht.
Visvangst en overzeese handel zijn altijd de belangrijkste economische activiteiten geweest. De technologische ontwikkelingen in de navigatie samen met de grote interesse van Hendrik de Zeevaarder voor ontdekkingsreizen maakten Portugals expansie mogelijk en leidden tot grote vooruitgang in de geografische kennis.

## De ontdekkingsreizen: Glorie van het rijk

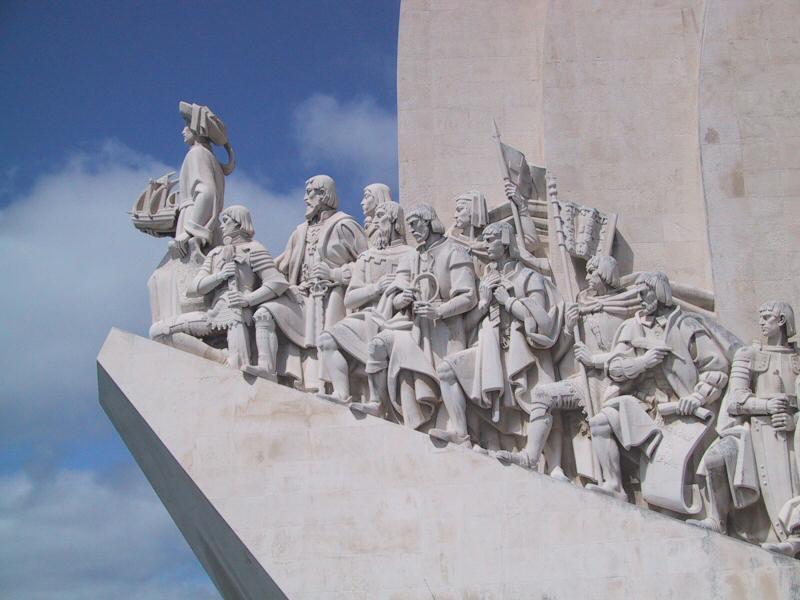
Afbeelding over de ontdekkingsreizen op de Padrão dos Descobrimentos in Lissabon

In de 15e en 16e eeuw overschaduwde Portugal de meeste andere landen op economisch, politiek en cultureel gebied en ontwikkelde het een uitgebreid rijk over de hele wereld.
Op 25 juli 1415 vertrok de Portugese Armada met koning Johan I en zijn zonen prins Eduard, prins Pieter, prins Hendrik de Zeevaarder, prins Alfons en met de mythische held Nuno Alvares Pereira naar Ceuta in Noord-Afrika. Op 21 augustus werd de stad veroverd. Deze gebeurtenis wordt beschouwd als het begin van het Portugese Rijk.
In 1418 kwamen twee kapiteins van Hendrik de Zeevaarder door een storm op een eiland terecht dat ze Porto Santo ("Heilige Haven") noemden uit dankbaarheid voor hun redding. In 1419 zette João Gonçalves Zarco voet op Madeira. Tussen 1427 en 1431 werden de meeste eilanden van de Azoren ontdekt. In 1434 rondde Gil Eanes Kaap Bojador, ten zuiden van Marokko. Deze reis was het begin van de Portugese ontdekkingen in Afrika.
In 1448 werd op een klein eiland Arguim bij Mauritanië een kasteel gebouwd als handelspost voor de handel met het binnenland van Afrika. Later werd hier het eerste goud uit Afrika aangevoerd en waren de Arabische karavanen, die door de Sahara trokken, niet meer nodig. Ook werden in de Golf van Guinee onbewoonde eilanden ontdekt: Kaapverdië, Fernando Pó, Sao Tomé, Principe en Annobon. Pas in 1471 lukte het Tanger te veroveren. In 1483 bereikte Diogo Cão de Kongostroom.
In 1484 verwierp Portugal het idee van Christoffel Columbus om India via het westen te bereiken omdat het als onmogelijk werd gezien. Hiermee begon een lange discussie die eindigde met het Verdrag van Tordesillas in 1494. Het verdrag verdeelde de (nog grotendeels niet ontdekte) wereld gelijk tussen de Spanjaarden en de Portugezen langs een noord-zuidlijn 1770 km ten westen van Kaapverdië: al het land ten oosten ervan was voor Portugal en al het land ter westen ervan voor Spanje.
Een belangrijk wapenfeit was het ronden van Kaap de Goede Hoop door Bartolomeu Dias in 1488; de rijkdommen van India lagen nu dichtbij. Vasco da Gama zette koers naar India en bereikte Calicut op 20 mei 1498. Het klooster van Jerónimos werd gebouwd en opgedragen aan de ontdekking van de route naar India. In 1500 zag Pedro Álvares Cabral de Braziliaanse kust; tien jaar later veroverde Afonso de Alburquerque Goa, in India.
João da Nova ontdekte Ascension in 1501 en Sint-Helena in 1502; Tristão da Cunha zag als eerste de archipel die nog steeds naar hem heet. In Oost-Afrika werden kleine staatjes aan de kust van Mozambique, Kilwa, Brava en Mombassa vernietigd of onderworpen of bondgenoot gemaakt.

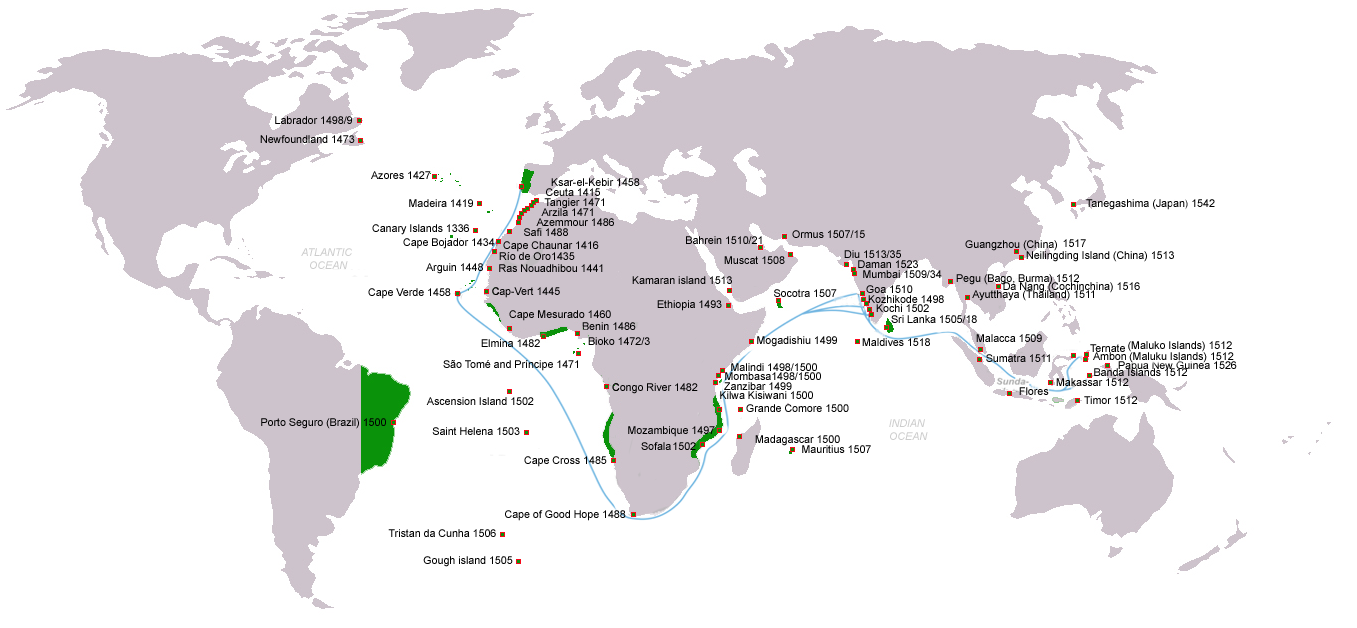
Portugese ontdekkingen en exploraties

De twee miljoen Portugezen heersten over een groot rijk met miljoenen inwoners in Amerika, Afrika, het Midden-Oosten en Azië. In 1514 bereikten de Portugezen China en Japan. In de Indische Oceaan ontdekte een van Cabrals schepen Madagaskar (1501), dat deels verkend werd door Tristão da Cunha (1507); Mauritius werd ontdekt in 1507, Socotra bezet in 1506 en in datzelfde jaar bezocht D. Lourenco d'Almeida Ceylon.
In de Rode Zee was Massawa tot 1541 de noordelijkste punt die bezocht werd; in dat jaar bereikte een vloot onder Estevão da Gama Suez. Hormuz, in de Perzische Golf, werd ingenomen door Afonso d'Albuquerque (1515) en hij begon diplomatieke relaties met Perzië.
Op het Aziatische vasteland werden de eerste handelsposten door Cabral in Cochin en Calicut opgezet (1501); belangrijker was de verovering van Goa (1510) en Malakka (1511) door d'Albuquerque, en de bezetting van Diu (1535) door Martim Afonso de Sousa. Ten oosten van Malakka zond d'Albuquerque Duarte Fernandes als afgezant naar Siam (nu Thailand) in 1511. Hij zond twee expedities naar de Molukken (1512, 1514), die de basis legden van de Portugese overheersing in de Maleisische archipel. Fernão Pires de Andrade bezocht Kanton in 1517 en begon de handel met China, waar in 1557 de Portugezen toegestaan werd Macau te bezetten. Japan, per ongeluk door drie Portugese handelaars bereikt in 1542, trok snel grote aantallen kooplieden en missionarissen aan. 

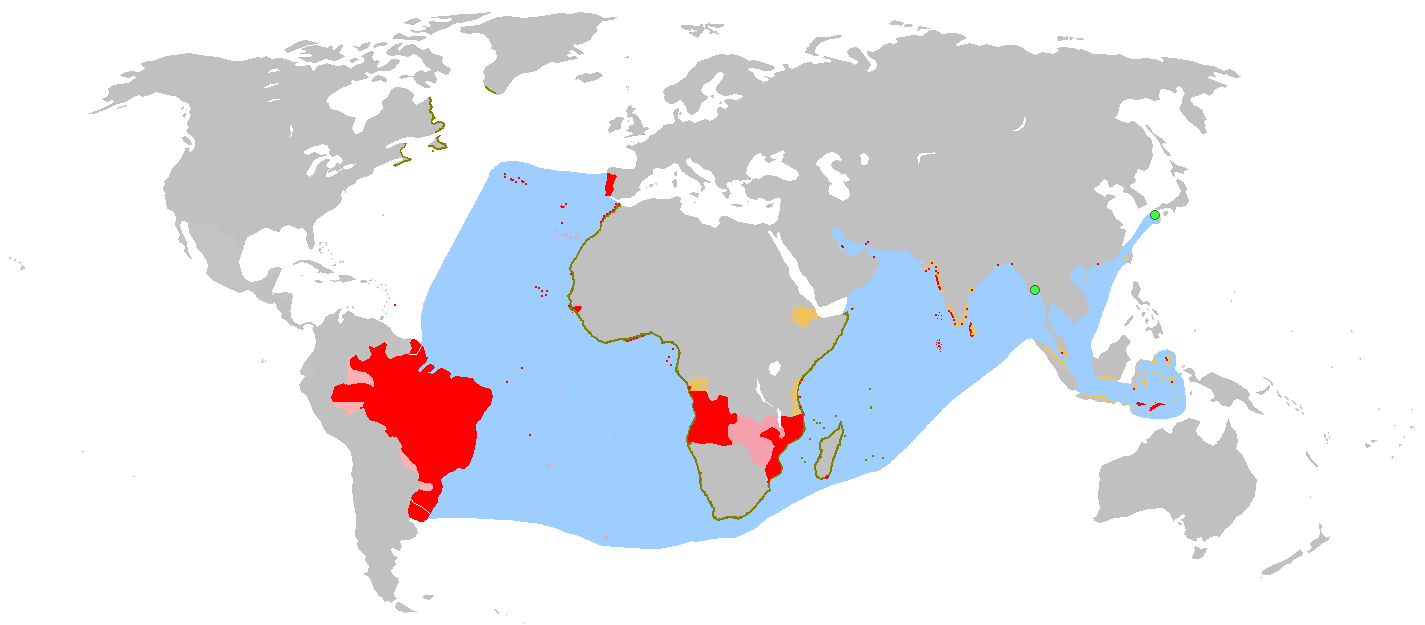
het Portugese Rijk

In 1522 voltooide een van schepen van de expeditie, die Ferdinand Magellaan in Spaanse dienst organiseerde, de eerste reis om de wereld.
Tegen het einde van de 15e eeuw wees Portugal een aantal lokale joden uit alsook de vluchtelingen uit Castilië en Aragón na 1492. Vele joden werden gedwongen bekeerd tot het katholicisme en konden als bekeerling blijven. Een groot aantal van hen bleef echter, in het geheim, hun joodse religie beoefenen ook al lag het gevaar van de Inquisitie op de loer.

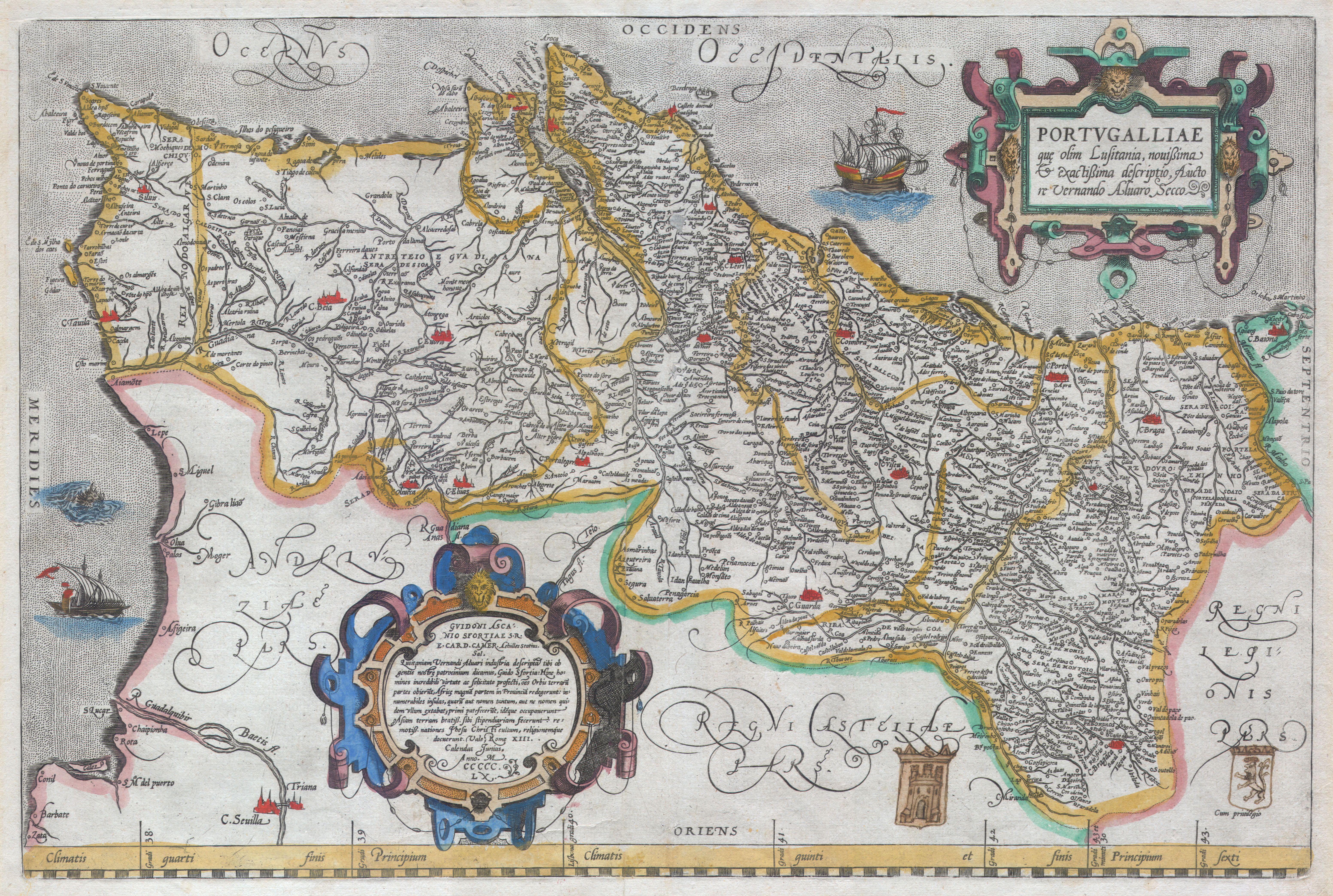
kaart van Portugal uit 1579, door Abraham Ortelius

## Iberische Unie
In 1578 sneuvelde koning Sebastiaan in een slag en liet geen nakomeling na. Dit leidde tot een crisis. Kardinaal Hendrik werd heerser, maar stierf twee jaar later. In 1580 bezette Filips II van Spanje Portugal en werd hij Filips I van Portugal. De Iberische Unie duurde van 1580 tot 1640. In 1640 wist Portugal zich echter met steun van Frankrijk weer los te maken van Spanje.
Vanaf de laatste decennia van de 16e eeuw zag Portugal zijn glorie langzaam dalen. Hoewel officieel een autonoom land, was het een marionet van Spanje en de Portugese kolonies werden aangevallen door de vijanden van Spanje, voornamelijk Nederland en Engeland.

## Portugese Restauratie en het Huis Bragança
Begin 17e eeuw probeerde Filips IV Portugal tot een Spaanse provincie te maken. De Portugese edelen kwamen hiertegen in opstand en op 1 december 1640 werd Johan IV tot koning uitgeroepen. Dit leidde tot een onafhankelijkheidsoorlog met Spanje waarbij Ceuta trouw bleef aan Spanje.
In 1668 nam Peter II de taak over van zijn zwakzinnige broer Alfons VI. Pas na Alfons’ dood in 1683 kon Peter de troon bestijgen. Rond deze tijd werden er zilvermijnen ontdekt in Brazilië, waardoor de Portugese inkomsten aanzienlijk groeiden. Vele Portugezen emigreerden naar Brazilië.
De nieuwe vorst Johan V (1706-1750) had veel inkomsten dankzij deze goud- en diamantmijnen in Brazilië. In 1709 verbood hij de emigratie omdat op deze wijze Portugal een groot deel van zijn bevolking was verloren en verdere leegloop diende te worden tegengegaan. Tijdens zijn regering probeerde Johan zijn positie in Europa te versterken.

### Tijdperk-Pombal

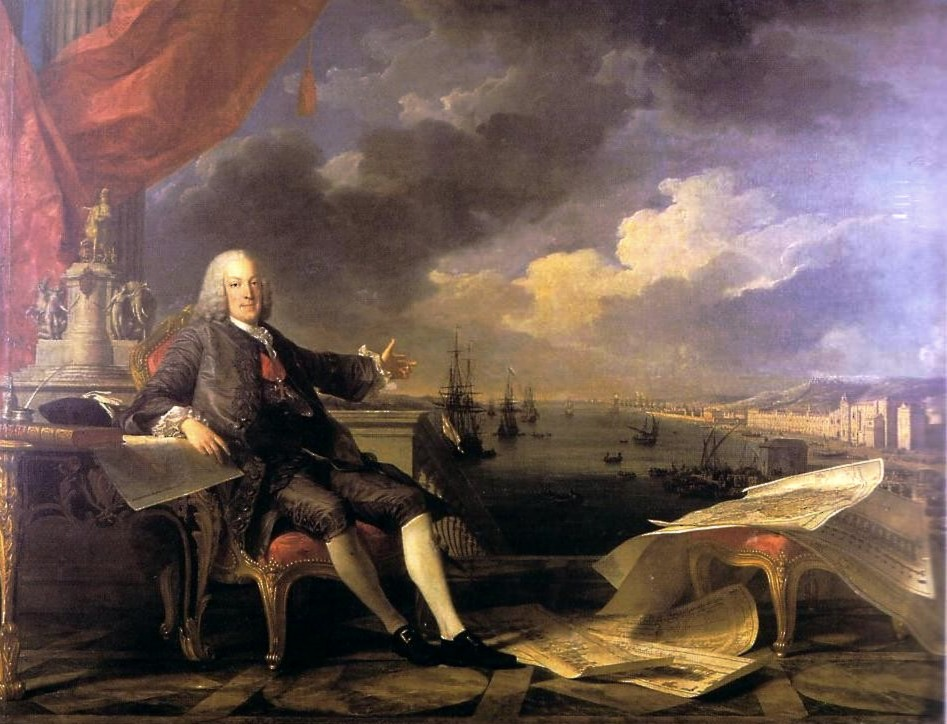
Sebastião José de Carvalho e Melo, markies van Pombal

In 1738 begon Sebastião de Melo, markies van Pombal, de zoon van een grondbezitter uit Leiria, een diplomatieke carrière als Portugees ambassadeur in Londen en later in Wenen. Toen koning Johan V in 1750 overleed, werd zijn zoon Jozef I koning. Hij benoemde De Melo tot minister van Buitenlandse Zaken.
In 1755 werd Sebastião de Melo eerste minister (minister-president). Hij schafte de slavernij in de Portugese kolonies in India af, reorganiseerde het leger, herstructureerde de universiteit van Coimbra en beëindigde de discriminatie van een aantal christelijke sektes.
Hij voerde - naar het Engelse voorbeeld - economische hervormingen door. Zijn belangrijkste hervormingen situeerden zich op economisch en financieel gebied. Verschillende bedrijven en gilden werden opgericht om elke commerciële activiteit te regelen. Hij begrensde het gebied voor de productie van port, en was de eerste in Europa die wijnkwaliteit en -productie probeerde te reguleren.
In de ochtend van 1 november 1755 werd Portugal getroffen door een zeer zware aardbeving met een geschatte kracht van 9 op de schaal van Richter. Lissabon werd verwoest. Sebastião de Melo overleefde de ramp en begon meteen met de heropbouw van de stad. De ramp was gelukkig niet de oorzaak van epidemieën. De nieuwe benedenstad van Lissabon werd binnen een periode van een jaar al herbouwd, nu ontworpen om aardbevingen te weerstaan.
Na de aardbeving gaf Jozef I zijn eerste minister nog meer macht en Sebastião de Melo werd een progressieve dictator. Het aantal vijanden groeide. In 1758 werd Jozef I gewond bij een moordaanslag. De familie Tavora en de graaf van Aveiro werden na een kort proces geëxecuteerd. De jezuïeten werden het land uitgezet en hun bezittingen verbeurdverklaard. Sebastião de Melo vervolgde elke mogelijke betrokkene, zelfs vrouwen en kinderen.
Na de aanslag werd hij benoemd tot graaf van Oeiras en heerste hij over Portugal tot de dood van Jozef I in 1777.
De opvolgster van Jozef I, koningin Maria I van Portugal had echter een hekel aan Sebastião de Melo en verbood hem dichter dan op een afstand van dertig kilometer van haar te komen. Zo beknotte zij zijn invloed.

## Moderne tijd

### Napoleontische oorlogen en ballingschap
In 1807 weigerde Portugal in te gaan op Napoleons eis om toe te treden tot het Continentaal stelsel (embargo tegen Engeland). Een Franse invasie onder leiding van maarschalk Junot volgde en Lissabon werd ingenomen op 1 december 1807. Twee dagen voor de invasie vertrokken 40 schepen met als passagiers de Portugese kroonprins Dom João VI en zijn volledige hofhouding van 15.000 personen richting Brazilië.
Britse interventie in de Spaanse Onafhankelijkheidsoorlog herstelde de onafhankelijkheid van Portugal en de laatste Franse troepen werden in 1812 het land uitgezet. De oorlog kostte Portugal de regio Olivença die nu bij Spanje hoort. Rio de Janeiro in Brazilië was de Portugese hoofdstad tussen 1808 en 1821.
In 1816 werd Johan erkend als koning van Portugal na de dood van zijn moeder, koningin Maria I op 20 maart 1816, maar hij bleef wonen in Rio de Janeiro te Brazilië. Koning Johan VI had Brazilië verheven tot een koninkrijk op 16 december 1815. Johan werd aldus koning van het Verenigd Koninkrijk van Portugal, Brazilië en de Algarve. De daaropvolgende verspreiding van ontevredenheid in Portugal heeft geleid tot een vreedzame revolutie op 24 augustus 1820 en de afkondiging van een constitutionele regering. Johan zwoer toen trouw dat hij zou terugkeren naar Portugal. Hij kwam terug naar Portugal in 1821 om een opstand te onderdrukken die door zijn jongere zoon, Michaël, werd geleid en die hij uiteindelijk tot ballingschap dwong in 1824.

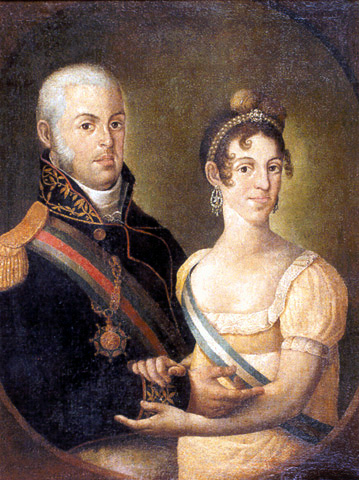
Koning Johan VI en zijn vrouw Koningin Charlotte Joachime van Spanje

Ondertussen verklaarde zijn oudste zoon en erfgenaam, Peter, de Braziliaanse Onafhankelijkheid van Portugal op 7 september 1822 en maakte zich vervolgens zelf keizer als keizer Peter I. Koning Johan VI weigerde de Braziliaanse onafhankelijkheid te erkennen tot 29 augustus 1825, toen hij tegelijk Peter weer erkende als troonopvolger van Portugal, in de overtuiging dat Brazilië en Portugal zouden worden herenigd in een dubbelmonarchie na zijn eigen dood. Johan stierf in Lissabon op 26 maart 1826 en werd kort daarop opgevolgd door Peter, als koning Peter IV.
Toen Brazilië zich in 1822 onafhankelijk verklaarde van Portugal, werd Lissabon opnieuw hoofdstad.

### Opvolgingscrisis
De dood van Johan VI in 1826 leidde tot een crisis in de opvolging. Noch de Portugezen noch de Brazilianen wilden een verenigde monarchie en daarom deed Peter I van Brazilië (Dom Pedro) afstand van de Portugese troon ten voordele van zijn zeven jaar oude dochter Maria II van Portugal, op voorwaarde dat ze later met zijn broer Michael (Dom Miguel) zou trouwen. Er werd ook een nieuwe grondwet opgesteld. Ontevredenheid over Pedro's hervormingen zorgde ervoor dat landeigenaren en de kerk Miguel in 1828 tot koning uitriepen, dit leidde tot de Liberale Oorlogen. Met Britse hulp dwong Pedro Miguel af te treden en zette zijn dochter Maria terug op de troon.

### Zwanenzang
Tijdens de regering van Maria's zoon Pedro V (1853-1861) begon de modernisering van Portugal. Zijn broer en opvolger Dom Luis liet zijn land leiden door de competente António Maria de Fontes Pereira de Melo. Vanaf 1880 kwam Portugal in een periode van rotativisme terecht, het steeds wisselen van dan weer de conservatieve partij en dan weer de progressieve partij. De daadkracht van het land verdween. Dat had zijn gevolgen voor het buitenlands beleid en de financiële situatie. De koloniale wens tijdens de Koloniale Conferentie van Berlijn werd van tafel geveegd. Carlos I kreeg in 1890 te maken met een Brits ultimatum en in 1892 en 1902 werd het land failliet verklaard. De Portugese Republikeinse Partij kreeg meer en meer wind in de zeilen.
Met de Revolte van 31 januari 1891 ondernamen de republikeinen een eerste, mislukte poging om de republiek uit te roepen. Deze opstand werd evenwel onderdrukt.
Op 1 februari 1908 werden koning Carlos I en kroonprins Lodewijk Filips van Portugal tijdens een rijtoer door de straten van Lissabon doodgeschoten. Koningin Amalia van Orléans overleefde de aanslag. Koning Karel werd opgevolgd door zijn zoon Emanuel II van Portugal die tijdens de aanslag slechts lichtgewond geraakt was. Deze zou als koning Emanuel II slechts twee jaar over Portugal regeren.

### De eerste republiek
Op de monarchie volgde van 1910 tot 1926 de Eerste Portugese Republiek, die gekenmerkt werd door grote politieke instabiliteit. In de 16 jaar van haar bestaan traden 9 presidenten en 45 regeringen aan. De zwakke republiek werd door rechts (de monarchisten) en door links (de socialisten) aangevallen. De staatsgreep van Sidónio Pais in 1917 had de republiek de doodsteek kunnen geven, maar de moord op Pais in 1918 verzekerde haar voortbestaan.

### Militaire dictatuur en Estado Novo
In 1926 werd de republikeinse regering door een militaire staatsgreep opzijgezet en de Ditadura Nacional ("Nationale Dictatuur") geïnstalleerd. In 1928 trad António de Oliveira Salazar aan als minister van Economie met bijzondere volmachten (onbeperkte controle over de staatskas). Meteen was hij de machtigste man in Portugal en in 1932 werd hij minister-president. In 1933 kwam er een nieuwe regering die een eenpartijstaat instelde en begon met de oprichting van de Estado Novo ("Nieuwe Staat"). Deze werd gekenmerkt door corporatisme en nagestreefde verzoening van de klassen en standen ook door sterk anticommunisme en kritiek op het kapitalisme. Van goed onderwijs en alfabetisering werd werk gemaakt. De publieke rol van de Rooms-katholieke kerk (die in de Republiek onder druk stond) werd versterkt (staatsreligie). Zijn tegenstanders (extreme fascisten, marxisten, sociaaldemocraten, liberalen vrijmetselaars) werden onderdrukt.
Salazar oogstte in de jaren 30 met zijn economische politiek bewondering in delen van de westerse wereld die geplaagd werden door de economische depressie. Portugal bleef echter een koloniale macht en de industrialisatie bleef beperkt terwijl de handel met de Verenigde Staten en Ierland sterk toenam. Het gelukte Salazar niet van Portugal een moderne geïndustrialiseerde natie te maken maar zijn beweging, die meer dan vier decennia aanbleef, slaagde er wel in Portugal te stabiliseren.
Tijdens de Tweede Wereldoorlog behield Portugal zijn neutraliteit en werd tezamen met Franco's Spanje een vluchtoord voor de Joden van West-Europa. Wel stond Salazar - hoewel hij voorheen met Benito Mussolini en diens economische politiek sympathiseerde - de VS toe om Portugese eilanden als uitvalsbasis te gebruiken. Ook na de Japanse aanval op Pearl Harbor bleef Portugal neutraal. De kolonie Portugees-Timor werd op 17 december 1941 ingenomen door Nederlandse en Australische troepen om het gebied te beschermen tegen een inval van Japan. Salazar protesteerde bij de geallieerde regeringen. In 1942 veroverde Japan Portugees-Timor en bleef Portugal buiten de strijd. Na de capitulatie van Japan in 1945 werd het Portugese gezag hersteld.
De geheime dienst PIDE van het regime bleef echter gevreesd. Salazar regeerde tot 1968 toen een beroerte hem het regeren onmogelijk maakte. Marcello Caetano volgde hem op en zette de lijn van Salazar in grote mate verder. De banden met de Verenigde Staten werden reeds in de jaren 50 versterkt, maar met Washington bleven grote meningsverschillen bestaan inzake politieke vrijheden en het kolonialisme, waartegen Washington zich verzette.

## De derde republiek
De Anjerrevolutie van 1974 was een geweldloze linkse militaire staatsgreep tegen de in verval geraakte Estado Novo onder leiding van Marcello Caetano doorgevoerd met de hulp van progressieve krachten uit West-Europa en communistische diensten uit het Oostblok. De Derde Republiek werd geïnstalleerd. Brede hervormingen vonden plaats.
In 1975 maakte Portugal het Portugese rijk overzee in Afrika (Mozambique, Angola, Guinee-Bissau, Kaapverdië en Sao Tomé en Principe) onafhankelijk. Datzelfde jaar viel Indonesië Oost-Timor binnen en annexeerde het. Macau werd na een verdrag van 1986 in 1999 teruggegeven aan China.
In Portugal zelf voerden linkse partijen kleine onteigeningen door en stichtten collectieve bedrijven zoals in het Oostblok op marxistische leest geschoeid.
Met de onafhankelijkheid van de koloniën in 1975-76 eindigde het 560 jaar oude Portugese Rijk. Hierna kwamen vele Portugezen terug uit de koloniën. Een economische opleving was het resultaat van de herstelde banden met Frankrijk en de Europese Unie. In 1986 werd Portugal lid van de EU en in 1999 sloot het zich aan bij de euro.